# Puttgarden
Puttgarden – dzielnica miasta Fehmarn w Niemczech, w kraju związkowym Szlezwik-Holsztyn, w powiecie Ostholstein. Jest bardzo ważnym punktem na trasie Hamburg-Kopenhaga. Leży na północnym krańcu wyspy Fehmarn, nad cieśniną Bełt Fehmarn.

## Historia
W 1961 roku wybudowany został w tym miejscu port promowy, a w 1963 roku po przeciwnej (południowej) stronie wyspy most Fehmarnsund łączący wyspę z lądem i portem Großenbrode Kai. Celem budowy było stworzenie połączenia z Danią. Inne połączenia: Rostock – Gedser (na wyspę Falster) leżało za żelazną kurtyną, a połączenie Großenbrode Kai – Gedser było zbyt długie i zawiłe. Z kolei droga poprzez Półwysep Jutlandzki (pomimo wybudowania mostu nad Wielkim Bełtem) była nawet o 160 km dłuższa.

## Komunikacja
Połączenie promowe Puttgarden – Rødbyhavn ma 18 km długości, a jego pokonanie zajmuje około 45 minut. Połączenie Rostock – Gedser jest ponad dwukrotnie dłuższe.
Znajduje się tutaj stacja kolejowa.
Przez dzielnicę przebiega trasa europejska E47, łącząca szwedzkie Helsingborg z niemiecką Lubeką. Do połowy lat 80. Puttgarden znajdowało się przy międzynarodowej drodze E4 z Lizbony do Helsinek.

## Turystyka
W Puttgarden kończy się także trasa turystyczna Deutsche Ferienroute Alpen-Ostsee prowadząca z Alp nad Morze Bałtyckie.